# Antonio Maria Valsalva
Antonio Maria Valsalva (Imola, 17 de enero de 1666 - Bolonia, 2 de febrero de 1723), fue un anatomista italiano. Su investigación se centró en la anatomía de los oídos. Acuñó el término trompa de Eustaquio y describió los senos aórticos de Valsalva en sus escritos, publicados póstumamente en 1740. Su nombre es epónimo del antro de Valsalva del oído y la maniobra de Valsalva, que se utiliza como prueba de la función circulatoria. Las estructuras anatómicas que llevan su nombre son el músculo de Valsalva y las tenias Valsalvae.

## Biografía
Valsalva nació en Imola. Contemporáneo de Isaac Newton y Johann Sebastian Bach, fue educado en humanidades, matemáticas y ciencias naturales. Después de estudiar artes liberales, estudió medicina y filosofía en Bolonia. Fue enseñado por Marcello Malpighi, conocido como el fundador de la anatomía microscópica. Valsalva se graduó de la escuela de medicina en 1687. En 1695 fue nombrado cirujano del Hospital de los Incurables de Bolonia. En 1705, fue nombrado profesor de anatomía en la Universidad de Bolonia. Posteriormente fue elegido presidente del Istituto Clementino delle Scienze ed Arti (Instituto Clementino de Artes y Ciencias). Valsalva enseñó a Giovanni Battista Morgagni, quien editó los escritos completos de Valsalva y publicó una biografía sobre Valsalva, ambos en 1740.
En 1709, Valsalva se casó con Elena Lisi. Al perder su salud, perdió el sentido del olfato, pero reconoció los síntomas prodrómicos, en forma de dislalia, de la enfermedad que finalmente causaría su muerte por accidente cerebrovascular en Bolonia en 1723.
Valsalva fue enterrado en la iglesia de San Giovanni in Monte, Bolonia. La familia Valsalva donó una colección de especímenes anatómicos secos para su uso con fines educativos al Instituto de Ciencias fundado en 1711. El uso de este material que siguió posiblemente inspiró el trabajo de la escuela boloñesa de modelado de cera y los artistas Ercole Lelli y Giovanni y Anna Morandi Manzolini. Esta nueva colección anatómica incluye modelos del corazón y los pulmones y se presenta hoy en el Museo de Anatomía.
Valsalva fue descrito como un hábil cirujano y un excelente médico, un meticuloso anatomista con alta integridad científica y un hombre de gran bondad. Morgagni escribió «... no hay nadie de aquellos tiempos que se le adelante, muy pocos que sean sus iguales».

## Investigaciones

Opera, 1741

Valsalva estudió y enseñó en los campos de la ciencia, la cirugía, la anatomía, la fisiología y la psiquiatría. A una edad temprana, Valsalva había extirpado con éxito el riñón de un perro. Se opuso a la cauterización en el tratamiento de heridas y recomendó el tratamiento humanitario de los pacientes con enfermedades mentales. Su principal interés era el oído medio e interno, incluidos los músculos del oído externo y los músculos faríngeos.
Valsalva nombró la trompa de Eustaquio y describió su función y la de su músculo. Mostró la conexión entre las células mastoideas y la cavidad timpánica, e hizo observaciones sobre los procesos fisiológicos y patológicos del oído. De aure humana tractatus publicado en 1704 contiene una descripción de la maniobra de Valsalva y la prueba de permeabilidad de los tubos auditivos.
Siendo un experto anatomista, realizó muchas autopsias en pacientes fallecidos. Durante el siglo XVII, sin pruebas químicas y sin conocimiento de los mecanismos de transmisión de enfermedades, a veces probaba los fluidos que encontró en los cadáveres en un esfuerzo por caracterizarlos mejor. «El pus gangrenoso no sabe bien», escribió, «dejando la lengua con un hormigueo desagradable durante la mayor parte del día».

### Obras publicadas
- De aure humana tractatus (Tratado sobre el oído humano), in quo integra auris fabrica, multis novis inventis e iconismis illustrata, describitur omniumque ejus partium usus indagantur: quibus interposita est musculorum uvulae, atque pharyngis nova descriptio et delineatio; por Antonio Ludugnialva, Batavorum, Gisbertum Langerak y Johannem Hasebroek (1735). (Traducido al italiano  por Vincenzo Mangano)

## Dispositivo Valsalva en trajes espaciales
El dispositivo Valsalva es un dispositivo que se usa en trajes espaciales para permitir que los astronautas igualen la presión en sus oídos realizando la maniobra de Valsalva dentro del traje sin usar las manos para taparse la nariz. También se ha utilizado para otros fines, como eliminar la humedad del rostro.